# Léviathan (roman de Campbell)
Pour les articles homonymes, voir Léviathan.
Léviathan (titre original : Leviathan) est le cinquième roman de la série de science-fiction Par-delà la frontière de l'écrivain Jack Campbell. Il est paru aux États-Unis en 2015 puis a été traduit en français et publié par les éditions L'Atalante en 2016.
Cette série est la suite de la série La Flotte perdue. L'auteur mène la flotte à travers les systèmes d'étoiles inexplorées à la rencontre des extraterrestres.
Elle se déroule en même temps que les événements de la série Étoiles perdues.